# Кавалеровский район
Кавале́ровский райо́н — административно-территориальная единица (район) в Приморском крае России. В рамках организации местного самоуправления ему соответствует Кавалеровский муниципальный округ (с 2004 до 2021 гг. — муниципальный район).
Административный центр — посёлок городского типа Кавалерово.

## Флаг и герб
Описание флага, утверждённого решением Думы Кавалеровского муниципального района от 8 апреля 2009 года № 218, гласит:

Прямоугольное полотнище с отношением ширины к длине 2:3, состоящее из двух одинаковых горизонтальных полос — красной и зелёной, и голубого равнобедренного треугольника в 1/4 полотнища, отходящего от свободного края. Посередине границы полос расположено белое изображение «кавалерского» (с медальоном) креста, а на фоне треугольника — белое изображение кристаллической друзы.

29 июня 2009 года, на заседании Геральдического совета при Президенте Российской Федерации, был рассмотрен и внесён в Государственный геральдический регистр Российской Федерации с присвоением регистрационного номера 4975 флаг Кавалеровского муниципального района со следующим описанием:

Прямоугольное полотнище с отношением ширины к длине 2:3, состоящее из двух равновеликих вертикальных полос — красной и зелёной, и голубого равнобедренного треугольника в 1/4 полотнища, отходящего от нижнего края. Посередине границы полос расположено белое изображение «кавалерского» (с медальоном) креста, а на фоне треугольника — белое изображение кристаллической друзы.

Нормативно-правового акта о внесении изменений в описание флага принято не было. Однако на официальном сайте Кавалеровского муниципального района, вместе с первоначальным текстом решения, опубликовано данное-же решение с исправленным описанием флага.
Флаг разработан на основе герба, который языком символов и аллегорий отражает исторические, культурные и природные особенности Кавалеровского муниципального района.
Центр района посёлок Кавалерово был основан в 1910 году Пополитовым Фёдором Дмитриевичем, Георгиевским кавалером участником Русско-японской войны. Именно в честь его статуса и был назван посёлок, а затем и район, название которого отражено на флаге изображением кавалерского креста, что делает флаг гласным.
Георгиевский крест — символ воинской доблести, мужества и героизма, отображён в центре флага на границе рассечения полотнища, объединяя два поля флага.
Кавалеровский район славится богатством своих недр, представленным почти всей таблицей минералов. Изображённая на флаге кристаллическая друза подчёркивает горно-геологические возможности территории района.
Голубой цвет части полотнища символизирует Японское море, которое омывает район с востока. Белый цвет (серебро) — символ чистоты, совершенства, мира и взаимопонимания, красный цвет — символ храбрости, силы, труда, красоты и праздника, зелёный цвет — символ надежды, радости, изобилия, голубой цвет — символ чести, благородства, духовности и возвышенных устремлений.

## География
Площадь района — 4215 км², более 80 % его территории занимают леса, в которых обитают уссурийский тигр, снежный леопард, благородный олень, гималайский медведь. Сложность лесозаготовок в тайге объясняется гористым рельефом Сихотэ-Алиня.
Кавалеровский район является территорией, приравненной к районам Крайнего Севера.

## История
- Июль 1910 г. — написано прошение крестьян о регистрации села Кавалерово.
- 13 октября 1910 г. — утверждено и включено село Кавалерово в состав Маргаритовской волости.
- 3 июня 1954 г. — Кавалеровский район образован в составе Приморского края Указом Президиума Верховного Совета РСФСР из части Тетюхинского района с центром в рабочем горнорудном посёлке Кавалерово и за несколько десятилетий развился в одну из наиболее плотно населённых территорий центрального Приморья.

Историю Кавалеровского района невозможно рассматривать в отрыве от становления Хрустальненского горно-обогатительного комбината.

## Население
| 1954    | 1959    | 1970    | 1979    | 1989    | 1992    | 2002    | 2005    | 2006    |
| ------- | ------- | ------- | ------- | ------- | ------- | ------- | ------- | ------- |
| 17 900  | ↗24 022 | ↗30 043 | ↗33 043 | ↗36 085 | ↗36 500 | ↘29 488 | ↘27 022 | ↘26 706 |
| 2007    | 2008    | 2009    | 2010    | 2011    | 2012    | 2013    | 2014    | 2015    |
| ↗27 022 | ↗28 723 | ↘28 426 | ↘25 833 | ↘25 760 | ↘25 447 | ↘25 281 | ↘24 986 | ↘24 657 |
| 2016    | 2017    | 2018    | 2019    | 2020    | 2021    | 2022    | 2023    | 2024    |
| ↘24 491 | ↘24 244 | ↘23 951 | ↘23 600 | ↘23 344 | ↘21 617 | ↘21 458 | ↘21 082 | ↘20 727 |

### Урбанизация
Городское население (посёлки городского типа Горнореченский, Кавалерово и Хрустальный) составляет  87,71 % от всего населения района.
Демография
Демографические развитие района 2005—2011 год (показатели пересчитаны с учётом ВПН-2010)
| Год             | 2005   | 2006   | 2007   | 2008   | 2009   | 2010   | 2011   | 2012   |
| --------------- | ------ | ------ | ------ | ------ | ------ | ------ | ------ | ------ |
| Родилось        | 291    | 286    | 328    | 331    | 344    | 328    | 316    |        |
| Умерло          | 589    | 553    | 500    | 520    | 486    | 491    | 489    |        |
| Е.п             | -298   | -267   | -172   | -189   | -142   | -163   | -173   |        |
| Сальдо миграции | -18    | 53     | 21     | -3     | -6     | -78    | -140   |        |
| Общий прирост   | -316   | -214   | -151   | -192   | -148   | -241   | -313   |        |
| Население       | 27 022 | 26 706 | 26 492 | 26 341 | 26 149 | 26 001 | 25 760 | 25 447 |

## Населённые пункты
В Кавалеровском районе (муниципальном округе) 10 населённых пунктов, в том числе 2 посёлка городского типа (пгт) и 8 сельских населённых пунктов (из которых 2 посёлка (сельского типа) и 6 сёл):
| №  | Населённый пункт | Тип     | Население | Упразднённое муниципальное образование |
| -- | ---------------- | ------- | --------- | -------------------------------------- |
| 1  | Богополь         | село    | ↘227      | Устиновское сельское поселение         |
| 2  | Высокогорск      | село    | ↘251      | Кавалеровское городское поселение      |
| 3  | Горнореченский   | посёлок | ↘2586     | Кавалеровское городское поселение      |
| 4  | Зеркальное       | село    | ↘487      | Устиновское сельское поселение         |
| 5  | Кавалерово       | пгт     | ↘13 100   | Кавалеровское городское поселение      |
| 6  | Рудный           | посёлок | ↘1832     | Кавалеровское городское поселение      |
| 7  | Синегорье        | село    | ↘251      | Устиновское сельское поселение         |
| 8  | Суворово         | село    | ↘173      | Устиновское сельское поселение         |
| 9  | Устиновка        | село    | ↘345      | Устиновское сельское поселение         |
| 10 | Хрустальный      | пгт     | ↘2493     | Кавалеровское городское поселение      |

В 2011 году пгт Рудный и Высокогорск, а в 2019 году пгт Горнореченский были переведены в категорию сельских населённых пунктов как посёлки (Высокогорск — как село).

### Упразднённые населённые пункты
- Фабричный.

### Общая карта
Расположение населённых пунктов
Легенда карты (при наведении на метку отображается реальная численность населения):
|  | более 5 000 чел. |
|  | более 500 чел.   |
|  | до 500 чел.      |

## Муниципальное устройство
В рамках организации местного самоуправления в границах района функционирует Кавалеровский муниципальный округ (с 2004 до 2021 гг. — Кавалеровский муниципальный район).
К 1 января 2005 года в новообразованном муниципальном районе были сформированы 3 городских и 4 сельских поселения. В конце 2011 года было упразднено Зеркальненское сельское поселение (включено в Устиновское), также Высокогорское городское поселение преобразовано в Высокогорское сельское поселение, Рудненское городское поселение преобразовано в Рудненское сельское поселение. В мае 2015 года были упразднены  Хрустальненское, Горнореченское городские поселения, Высокогорское и Рудненское сельские поселения и включены в Кавалеровское городское поселение.
| № | Муниципальное образование         | Административный центр | Количество населённых пунктов | Население (чел.) | Площадь (км²) |
| - | --------------------------------- | ---------------------- | ----------------------------- | ---------------- | ------------- |
| 1 | Кавалеровское городское поселение | пгт Кавалерово         | 5                             | ↘20 633          | 524,00        |
| 2 | Устиновское сельское поселение    | село Устиновка         | 5                             | ↘984             | 894,00        |

К 1 января 2022 года Кавалеровское городское поселение и Устиновское сельское поселение были упразднены и объединены в Кавалеровский муниципальный округ вместо Кавалеровского муниципального района.

## Экономика

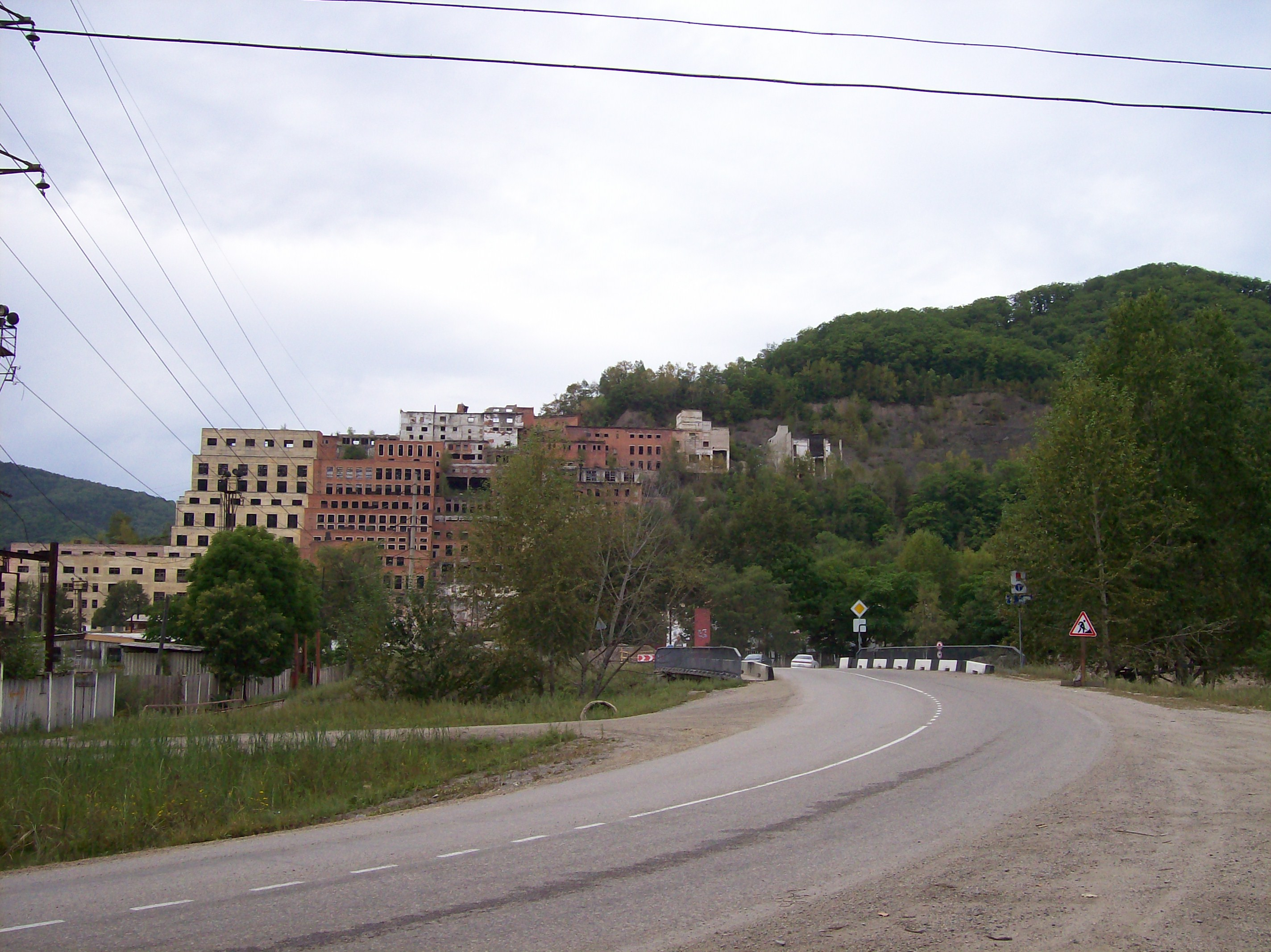
Руины ХГОКа, посёлок Фабричный

Кавалеровский район — один из самых богатых в крае по запасам природных ископаемых.
Хрустальненский горно-обогатительный комбинат — основное предприятие района по добыче полиметаллических руд, содержащих олово, цинк и другие металлы, производилось обогащение руды. В постсоветское время произошёл развал комбината.
В дореволюционные годы на реках добывали золото.
Лесозаготовки — наиболее зна́чимая отрасль экономики района в настоящее время.
В окрестностях села Богополь находится угольный карьер, ведётся добыча бурого угля для Кавалеровского района.
Сельское хозяйство из-за горного рельефа местности в районе развито слабо. Наиболее зна́чимые земельные угодья расположены в долине реки Зеркальная (сёла Синегорье, Суворово, Устиновка, Богополь, Зеркальное), доминирует скотоводство мясо-молочного направления.
Хребет Сихотэ-Алинь защищает северо-западную часть Кавалеровского района от морских туманов и дождливой погоды, создавая благоприятные условия для пчеловодства.

## Достопримечательности

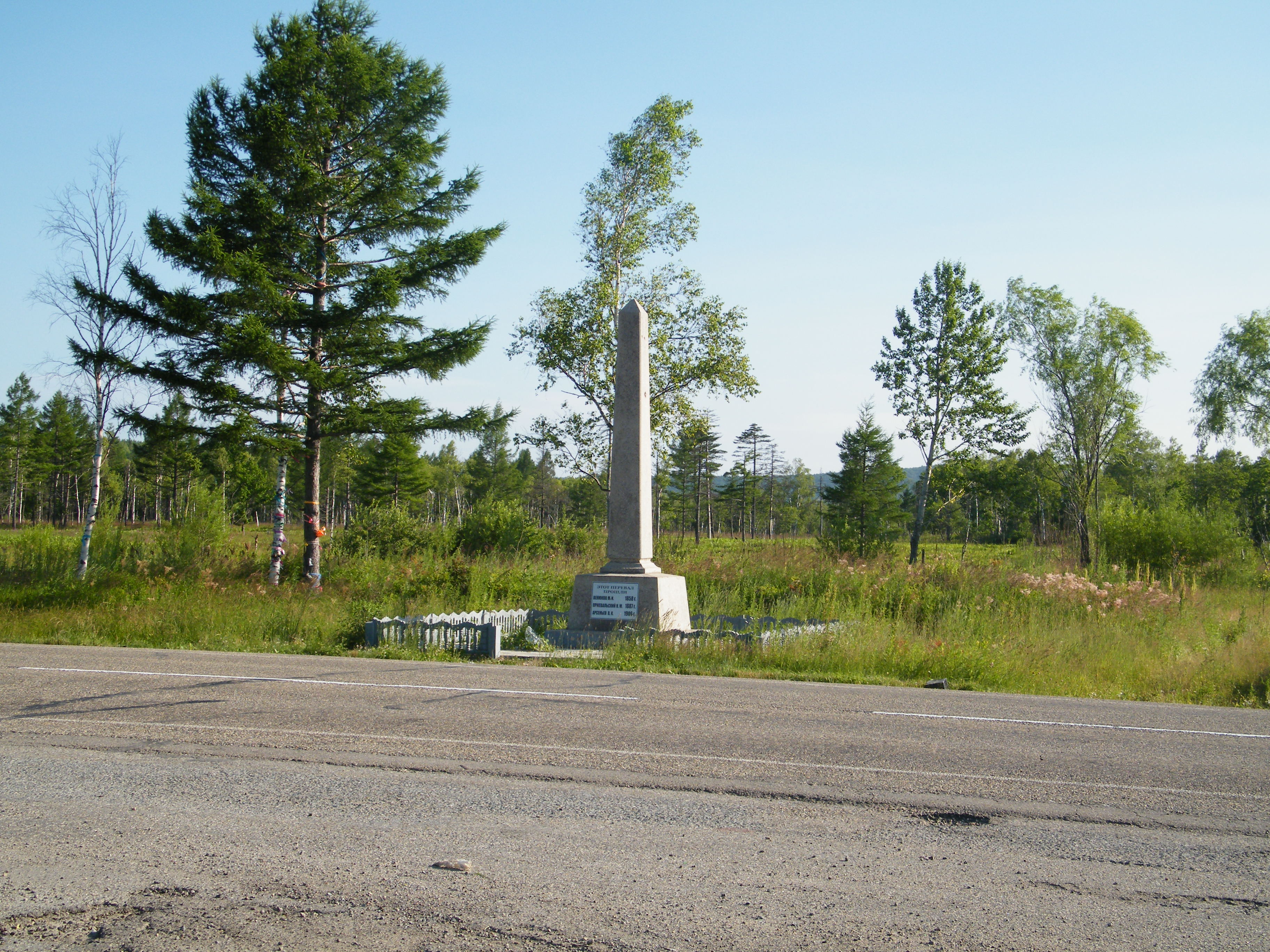
Обелиск русским географам
на перевале Венюкова
Этот перевал
прошли
Венюков М. И. 1858 г.
Пржевальский Н. М. 1887 г.
Арсеньев В. К. 1906 г.

- Кавалеровский район имеет выход к Японскому морю (бухта Зеркальная и граничащая с ней бухта Нерпа), на побережье построены туристические комплексы, в летнее время на отдых приезжает большое количество дальневосточников.
- Озеро Зеркальное является особо охраняемой природной территорией рекреационного назначения в Приморском крае[38].
- Обелиск русским географам на перевале Венюкова (автомобильная трасса Осиновка — Рудная Пристань).
- Пещера поющих сверчков
- Стойбище древних людей, государства Бохай